# Asunción Batista Portero
Asunción Batista Portero, conocida como Asun Batista (Benalmádena, 26 de septiembre de 1993) es una jugadora de balonmano playa y balonmano española campeona del mundo de su especialidad y elegida Mejor Jugadora del Mundo en 2022.

## Carrera

### Balonmano playa
Ganó el Campeonato de España y el Campeonato de Europa con el Club Balonmano Playa de Algeciras. De ahí saltó al circuito brasileño, donde jugó con las mejores del mundo durante seis años. Mejor jugadora del mundo de balonmano playa, MVP y máxima goleadora de la Champions Cup se ha proclamado 5 veces campeona de España, 6 veces de la Copa de España, 2 veces del Tour Nacional Arena Handball, 3 veces campeona de Europa, 1 vez de la Champions, 4 veces del Campeonato Brasileño, además de proclamarse campeona del Mundo con la selección y varias medallas de plata y de bronce en los World Games con España.
En 2025 compitió con el equipo La Muni (Municipalidad de la Costa) en la Copa Argentina de Beach Handball San Juan y se proclamó campeona.

#### Clubes
- 2015–19: CBMP Ciudad de Algeciras
- 2019–23: AM Team Almería
- 2023–25: Club Deportivo Melli's Team[5] y Cats AM Team Almería.[6]
- 2025: Cats Playas de Fuengirola
- 2018 y 2019: Português 7HandBeach[3]

### Selección española
88 veces internacional, para un total de 677 goles, debutó con la selección española el 9 de julio de 2013, en partido del Campeonato de Europa de balonmano playa celebrado en Dinamarca ante Grecia, que el equipo nacional ganó por 2-0.
Campeona del Mundo en Hungría 2016, la selección dirigida por Daniel Lara y comandada por Jennifer Gutiérrez, Patricia Encinas, Patricia Conejero o Ivet Musons se impuso en la tanda de penaltis a Brasil. En el 2022 se proclamó subcampeona del Mundo en Heraclión. Asun tiene 3 medallas de bronce en el Europeo de Balonmano Playa (Croacia'17, Bulgaria'21 y Nazaré'23) y se proclamó, por fin, Campeona de Europa en Turquía en 2025.
Durante su periplo con la camiseta de las «guerreras de arena» su momento más agrio fue durante el verano del 2019. El por entonces entrenador, Diego Carrasco, no la convocó para jugar el Europeo de ese año.

### Balonmano pista
A caballo entre la división de honor y la división de honor plata, Asun Batista ha jugado en varios equipos, tanto en España como en el extranjero.
- 2012-14: Fuengirola Un Sol de Ciudad
- 2014-16: Caserío de Ciudad Real
- 2016-17: Mavi Nuevas Tecnologías de Gijón
- 2017-18: IBV
- 2018-19: Balonmano Castellón[14]
- 2019-20: Adesal Córdoba[15] (conseguido ascenso a División de Honor y deja el club cordobés en diciembre del 2020[16])
- 2024-: Club Balonmano San Francisco de Asís Mijas

## Palmarés

### Con la selección
| Títulos en Balonmano Playa                     | Selección | Ciudad    | Año  |
| Mundiales                                      |           |           |      |
| ---------------------------------------------- | --------- | --------- | ---- |
| Medalla de oro en el mundial de Hungría'16     | Española  | Budapest  | 2016 |
| Medalla de plata en el mundial de Grecia'22    | Española  | Heraclión | 2022 |
| Europeos                                       |           |           |      |
| Medalla de bronce en el Europeo de Croacia'17  | Española  |           | 2017 |
| Medalla de bronce en el Europeo de Bulgaria'21 | Española  | Varna     | 2021 |
| Medalla de bronce en el Europeo de Portugal'23 | Española  | Nazaré    | 2023 |
| Medalla de oro en el Europeo de Turquía'25     | Española  |           | 2025 |
| Juegos Mediterráneos de Playa                  |           |           |      |
| Medalla de Oro en Grecia'23                    | Española  | Heraclion | 2023 |
| IHF Global Beach Handball Tour                 |           |           |      |
| Medalla de Plata en Doha'24                    | Española  | Doha      | 2024 |
| Juegos Mundiales                               |           |           |      |
| Medalla de bronce China 2025                   | Española  | Chengdu   | 2025 |

### Campeonatos de clubes

#### Nacionales
- 3 x Copa de España (2021, 2022, 2023)[23][24][25][26][27][6]
- 8 x Campeonato de España (CBP Algeciras: 2017, 2018; AM Team Almería: 2019, 2021, 2022, 2023, 2024, CD Playas de Fuengirola 2025)[28][29][30][31][32][27][33][34]
- 2 x Tour Nacional Arena Handball (CBP Algeciras 2016; AM Team Almería 2022)[35][36][37]

#### Europeos y mundiales
- 1 x Champions Cup (AM Team Almería 2019)[38][39]
- 4 x EBT Finals de la EHF (Campeonas en 2017, 2019, 2021, 2025. Tercera en 2022)[40][41][42][43]
- 1 x  EHF Beach Handball Champions Cup 2024[44]

#### Internacionales
- 4 x Circuito Brasileño (Grêmio UNIPE 7 / Handbeach: 2014, 2017; Português 7HandBeach:, 2018 y 2019)[1][3][45]
- 1 x Copa Argentina de Beach Handball 2025[46]

### Premios individuales
- Mejor jugadora del Año de Europa 2022-23[47]
- MVP del Mundial de Balonmano Playa 2022[48]
- MVP del Campeonato de Europa de Balonmano Playa 2023[19]
- MVP de Champions 2017[49]
- Mejor Pivote del Mundial de Kazán 2018[49]
- MVP Campeonato de España 2017, 2018[49]
- Mejor defensora del Campeonato de España 2011[50]
- Galardón 'Gestas deportivas' por la Federación de Periodistas Deportivos de Andalucía.[51]
- Galardón a la Mejor Jugadora de Playa de la Federación Andaluza de Balonmano (2024)[52]
- MVP EBT Finals 2025[42]

## Vida
Admiradora de la portero internacional española Silvia Navarro, compagina su labor como jugadora de balonmano playa con la de su profesión, azafata de vuelo, desde la temporada 2021, último año que jugó en pista de manera semiprofesional.
Nacida y criada en Benalmádena, se inició en el mundo del balonmano en el Colegio Maravillas. De raíces cordobesas, por su madre, y dominicana, por su padre es conocida como la Emperatriz de la Arena. Sueña con jugar unos juegos olímpicos en su especialidad. En marzo del 2024 se anunció por la IHF que formaría parte de las 32 jugadoras internacionales que disputarán un torneo de exhibición durante los Juegos Olímpicos de París en 2024. Junto a ella las españolas Jimena Laguna y Patricia Encinas.
Fue abanderada de la comitiva española, junto a Damián Quintero, en los Mediterranean Beach Games celebrados en Heraclión, Grecia, en 2023.